# Rotta del Pinzone
La rotta del Pinzone o rotta del Pizzone (il nucleo abitato originario dell'attuale Badia Polesine) fu una disastrosa alluvione avvenuta nel X secolo e tradizionalmente posta nell'anno 950;
in realtà, la data va anticipata di qualche anno, dato che nel 944 la rotta si era già verificata.
Oltre ad allagare 20.000 ettari del territorio polesano, la rotta causò il cambiamento dei corsi dell'Adige e del Tartaro.

## Antefatto
In seguito alla rotta della Cucca del 589 il fiume Adige restò disalveato per secoli, provocando l'impaludamento dei territori del basso Polesine.
Il Tartaro scorreva in un canale artificiale, scavato quasi certamente dagli Etruschi, chiamato Filistina, corrispondente grossomodo a quello che oggi è l'alveo dell'Adigetto; dopo la rotta della Cucca, il sistema Tartaro-Filistina scaricò anch'esso nelle paludi dell'Adige.
Quasi certamente il Tartaro rimase connesso anche all'antico alveo del Po di Adria, corrispondente grossomodo all'attuale corso del Canalbianco.
A partire dal IX secolo lungo il corso del Tartaro-Filistina cominciarono a nascere nuclei abitati, che daranno in seguito origine a Badia (oggi Badia Polesine), Lendinara, Villanova, Rovigo e Villadose, segnale che le terre avevano iniziato a riemergere dagli acquitrini e che il corso del fiume era considerato sufficientemente stabile dalle popolazioni.
Verso l'inizio del X secolo il marchese Almerico di Mantova e sua moglie Franca organizzarono la sistemazione del corso dell'Adige, che venne arginato in corrispondenza dell'antica fossa Chirola, corrispondente grossomodo al corso attuale dell'Adige.

## Cronaca
Tale sistemazione ebbe vita breve: prima del 944
l'Adige ruppe il nuovo argine in corrispondenza del Pinzone o Pizzone, il nucleo abitato originario di Badia:
20.000 ettari del territorio Polesano furono allagati e la Filistina fu devastata.

## Conseguenze
Tale fu l'impeto delle acque che gli abitanti del Polesine furono costretti a scavare un nuovo alveo all'Adige, ricavandolo dall'antica Filistina (ossia quello che oggi è l'alveo dell'Adigetto).
In corrispondenza della rotta, i comuni di Badia, Lendinara e Rovigo innalzarono una palizzata per segnare l'incile del nuovo alveo e regolarne la portata.
Per quasi cinquecento anni questo fu il corso principale dell'Adige, ossia fino alla rotta della Malopera del 1438, mentre il corso dell'Adige-Chirola venne chiamato Fiume Vecchio.
I due rami dell'Adige si ricongiungevano in località Lezze, poco prima di entrare a Cavarzere.
Le acque del Tartaro, rifiutate dal nuovo corso dell'Adige, presero a scorrere esclusivamente in direzione di Adria.
Questo scolo, insufficiente, provocò il progressivo impaludamento, a monte, delle Valli Grandi Veronesi.
Solo dopo la rotta della Malopera del 1438 l'Adige tornò a scorrere nell'alveo inizialmente predisposto nel X secolo; il ramo che si staccava da Badia perse progressivamente di portata e fu chiamato Adigetto.
Nel 1633 la palizzata che ne segnava l'incile venne sostituita dal sostegno in pietra (la Bova) ancora oggi funzionante.
A partire dal XVI secolo iniziarono i lavori di regolazione del Tartaro, che sono terminati alla fine del XX secolo e che hanno portato alla realizzazione progressiva del Canalbianco come lo conosciamo oggi.
Nel 1782 l'Adigetto fu deviato all'altezza di Botti Barbarighe e portato, tramite lo Scolo Loredano, a sfociare nel Canalbianco.